# Servicefachkraft für Dialogmarketing

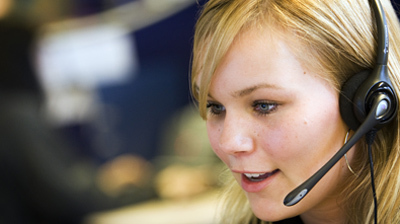
Servicefachkraft bei der Arbeit in einem Call-Center

Servicefachkraft für Dialogmarketing (kurz: SDM) ist ein nach dem Berufsbildungsgesetz (BBiG) anerkannter Ausbildungsberuf, der zum 1. August 2006 neu eingeführt wurde. Eingesetzt werden die Servicefachkräfte in Callcentern.

## Tätigkeiten
Servicefachkräfte für Dialogmarketing beraten, gewinnen, betreuen und binden in Service-, Call- und Contact-Centern Kunden für unterschiedliche Auftraggeber. Sie bearbeiten Aufträge, Anfragen und Reklamationen oder verkaufen Produkte und Dienstleistungen. Darüber hinaus können sie aber auch für größere Industrie-, Handels- und Dienstleistungsunternehmen aus allen Branchen in deren Service- und Kunden-Centern oder in anderen dialogorientierten Organisationseinheiten tätig sein.

## Dauer der Ausbildung
Die Ausbildungsdauer beträgt für die Servicefachkraft für Dialogmarketing zwei Jahre. Wer den Kaufmann für Dialogmarketing (kurz: KDM) machen will, lernt zuerst zwei Jahre SDM und absolviert noch ein weiteres Jahr, damit beträgt die Ausbildungszeit insgesamt drei Jahre.
Der Callcenteragent ist dagegen eine Anlerntätigkeit, die nach einer durchschnittlichen 12- bis 16-wöchigen Phase mit oder ohne IHK-Prüfung durchgeführt werden kann. SDM rekrutieren sich einerseits aus den Callcenteragenten, andererseits als direkte Erstausbildung.

## Ausbildungsinhalte
Die Servicefachkräfte werden in den Callcentern selbst ausgebildet. Sie lernen, wie man Produkte und Dienstleistungen anbietet und verkauft, wie man mit Kunden redet und mit ihnen, sowie ihren Wünschen und Bedürfnissen umgeht. Dazu gehört das Erstellen von Angeboten und das geeignete Präsentieren, sodass man mit der Kampagne auch Erfolg hat. Des Weiteren gehört es zum Berufsfeld des SDM, statistische Auswertungen über verkaufte Produkte und Dienstleistungen, über Mitarbeiter oder die Anzahl an Reklamationen etc. zu erarbeiten und anzufertigen. Der SDM erlernt ebenfalls, wie man Kampagnen plant, koordiniert und so managt, dass der maximale Erfolg erzielt wird. Dazu gehören kaufmännische Grundkenntnisse, tiefergehende Kenntnisse und Fähigkeiten zu Telekommunikation und Informationstechnologie, sowie Wissen über Rechts-, Datenschutz- und Sicherheitsvorschriften.

## Prüfungen
Zu Beginn des zweiten Ausbildungsjahres wird eine schriftliche Zwischenprüfung durchgeführt. Die Abschlussprüfung besteht aus drei schriftlichen Prüfungsteilen und einem praktischen Prüfungsteil.